# Palácio Presidencial (Nanjing)

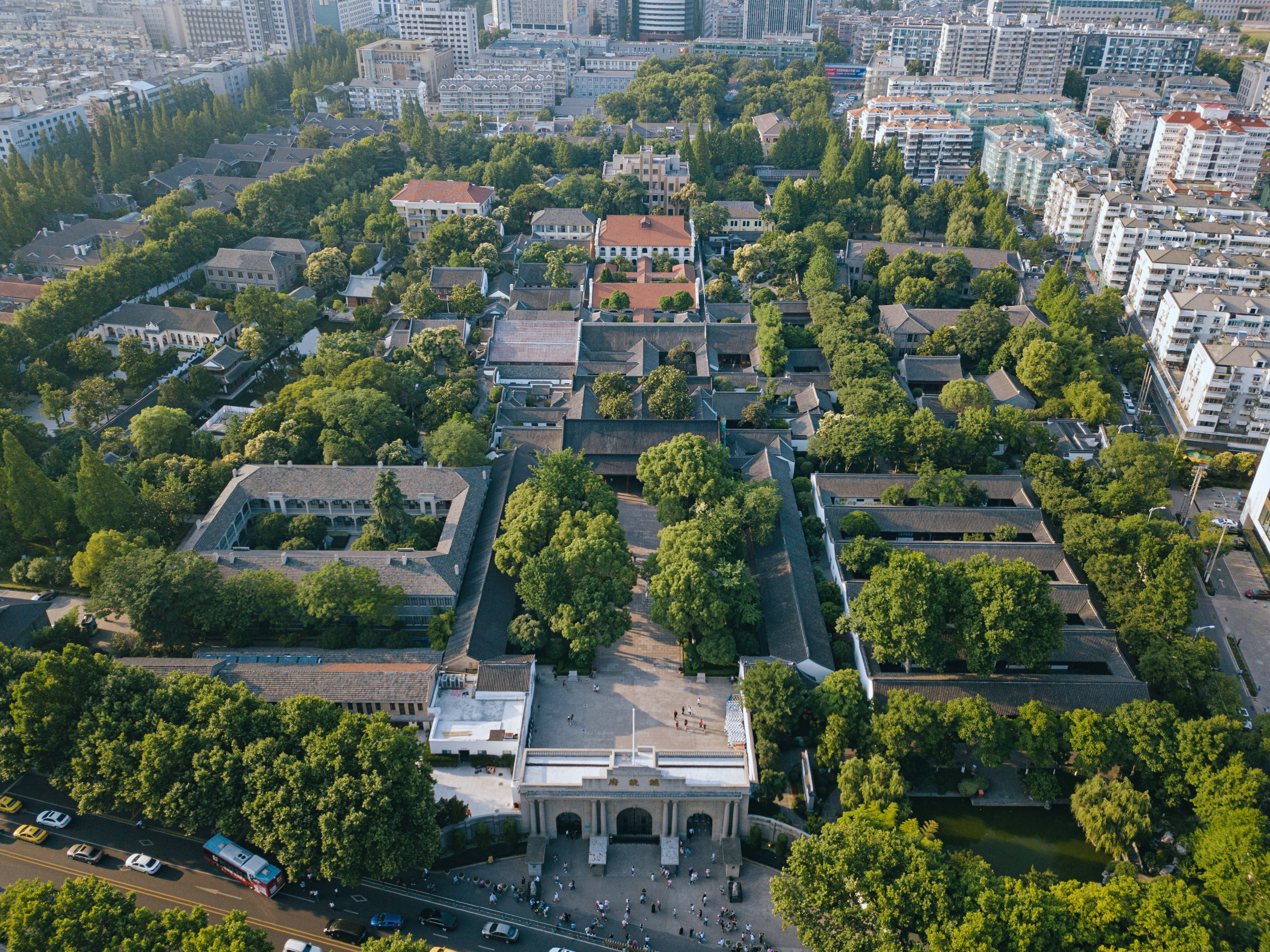
Vista aérea do Palácio Presidencial em Nanquim

O Palácio Presidencial de Nanjing ou apenas Palácio Presidencial (Chinês: 總統府; pinyin: Zǒngtǒng fǔ) é um local localizado em Nanjing (Nanquim), na provincia de Jiangsu, na China. O Local serviu como moradia, além, do Rei do Reino Celestial de Taiping, mas também como gabinete do Presidente da República da China de 1927 até 1949 quando o governo foi recolocado para Taipei, em Taiwan.

## História

### Dinastias Ming e Qing
Durante a Dinastia Ming, o local, a oeste do Palácio Ming, abrigava a mansão do Príncipe de Han Zhu Gaoxu. Na dinastia Qing, tornou-se o Gabinete do Vice-Rei das Duas Províncias do Baixo Yangtze, o principal funcionário do governo responsável pelo que hoje é Jiangsu, Xangai, Anhui e Jiangxi. Quando Qianlong visitou o Baixo Yangtze, escolheu este escritório para ser o palácio independente juntamente com a Casa Imperial da Seda. Hoje, a estação "Daxinggong" (lit. o Grande Palácio Independente) da Linha 2 do Metrô de Nanjing leva seu nome.
Em 1853, as forças da Rebelião Taiping lideradas por Hong Xiuquan ocuparam Nanjing. O palácio foi ampliado e convertido em um luxuoso palácio para Hong, chamado Palácio do Rei Celestial, ou Palácio Celestial.
Em 1864, as forças imperiais Qing retomaram Nanjing. O comandante Zeng Guofan ordenou destruir a maior parte do palácio com fogo. Ele teve uma nova residência palaciana em 1870 e mais tarde impôs edifícios governamentais para o Governador-Geral Qing, erguidos em estilo neoclássico e de acordo com o protocolo contemporâneo.

### República da China
Após a Revolução Xinhai, em 1911, Sun Yat-sen, primeiro presidente da China, foi empossado no antigo palácio do Governador-Geral, hoje "Palácio Presidencial Provisório", como Presidente provisório da República da China. Ele manteve escritórios aqui por um tempo. No entanto, a China logo entrou na era dos Senhores da Guerra pós-revolução, e o Palácio não foi oficialmente usado pela República da China, pois a capital havia sido reacolcada pelo Governo de Beiyang para Beijing; isto até 1927, quando a Expedição do Norte do Kuomintang (KMT) capturou Nanjing. Como Governo Nacionalista, transformaram o Palácio Presidencial e adicionaram edifícios adicionais na Sede do Governo Nacionalista da República da China. O primeiro-ministro Chiang Kai-shek tinha seu escritório no palácio.
O Palácio Presidencial havia um forte simbolimo para o Kuomintang, no contexto Anti-Qing e Pós-revolucionário, por ser a antiga capital Ming além de que era uma cidade estratégica para a administração chinesa, estando proxima tanto as províncias mais internas quanto as costeiras.

### República Popular da China
Ao final dos anos 1980, o Palácio foi convertido em um museu para a História da China. Exclusivo apenas para a história moderna da china, a partir dos acontecimentos do século XX.

## Galeria

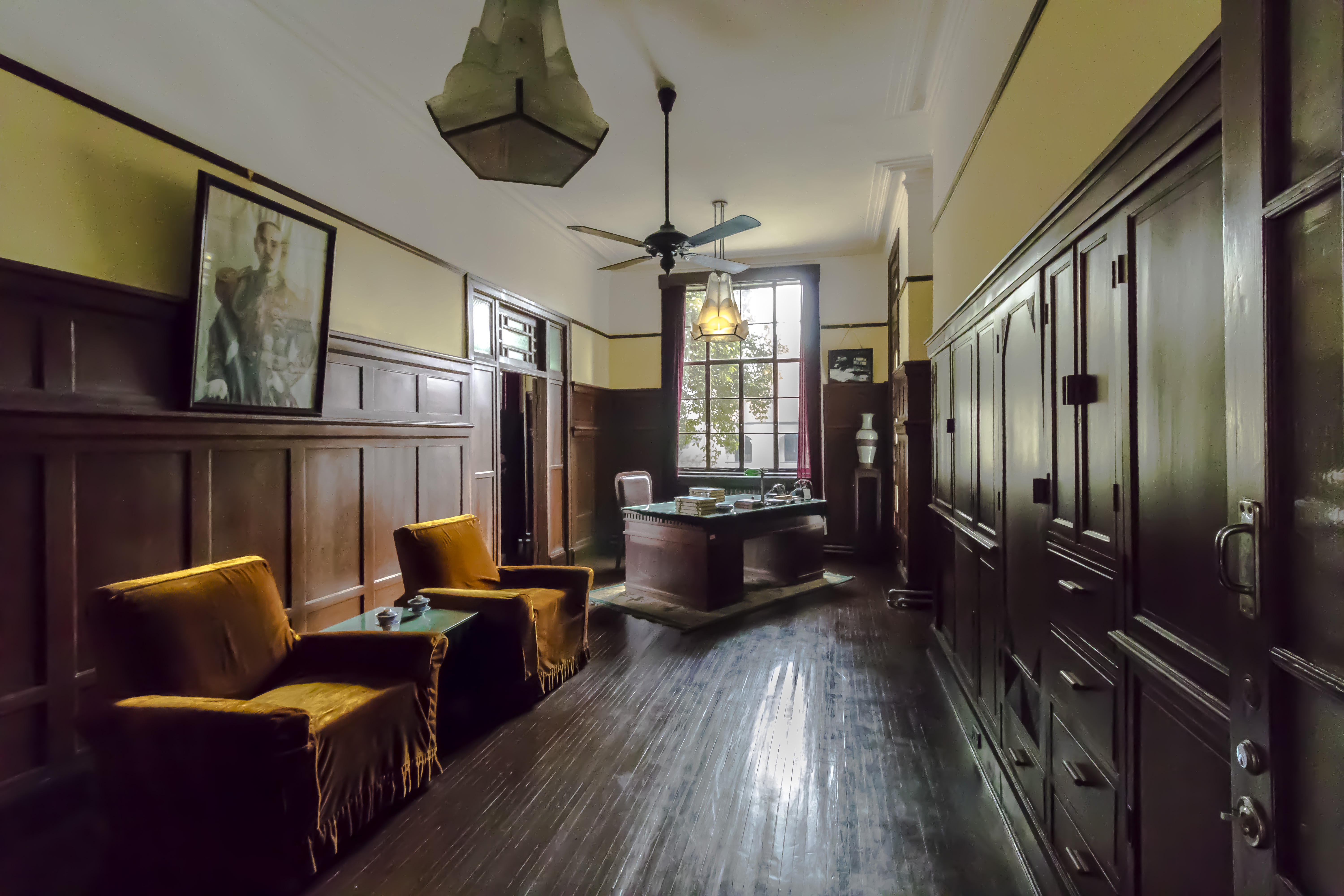
Escritório Presidencial (Note-se o quadro de Chiang Kai-Shek, ultimo presidente a usar o escritório)
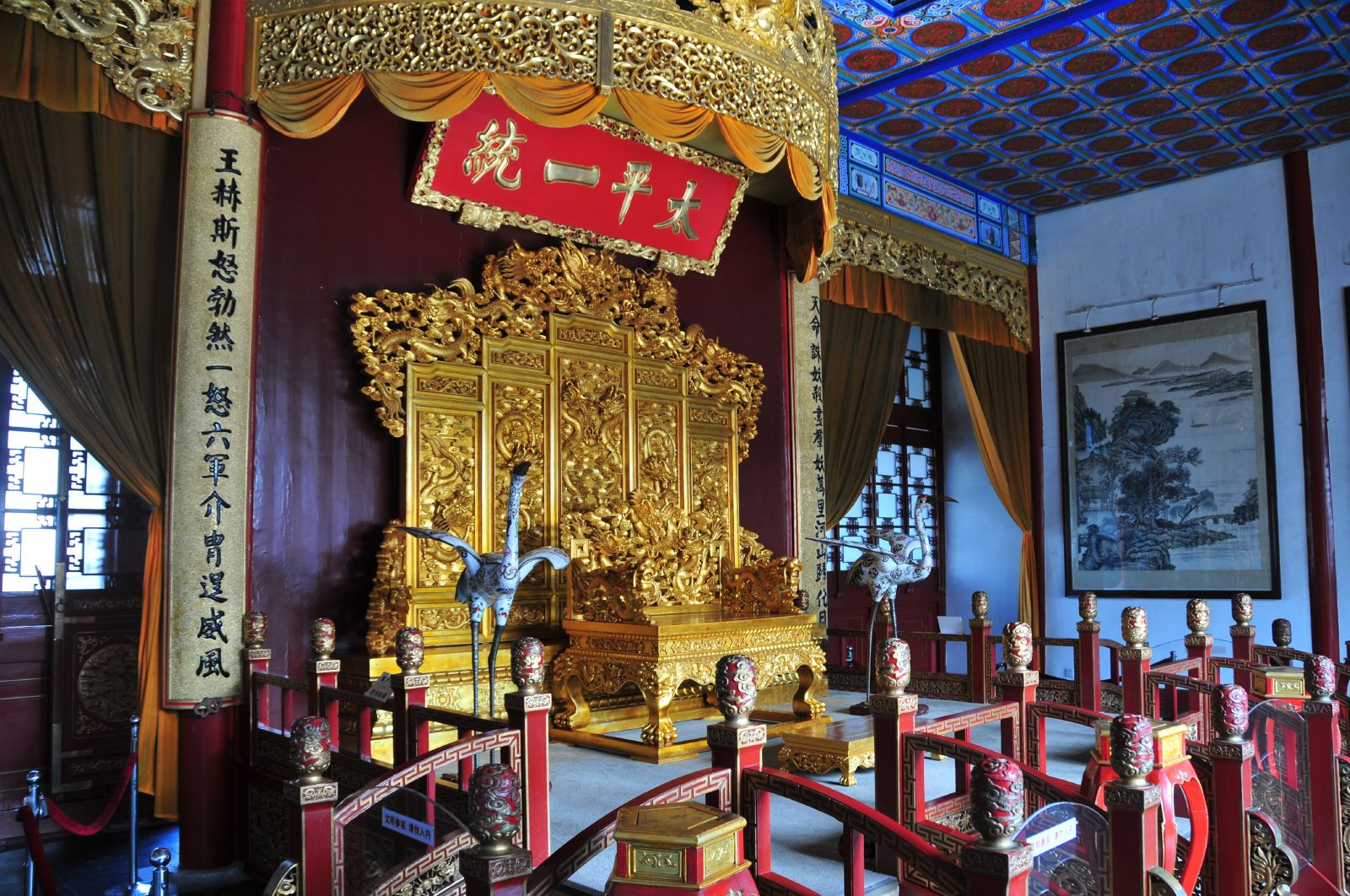
Trono do Rei Celestial (durante a Rebelião Taiping)
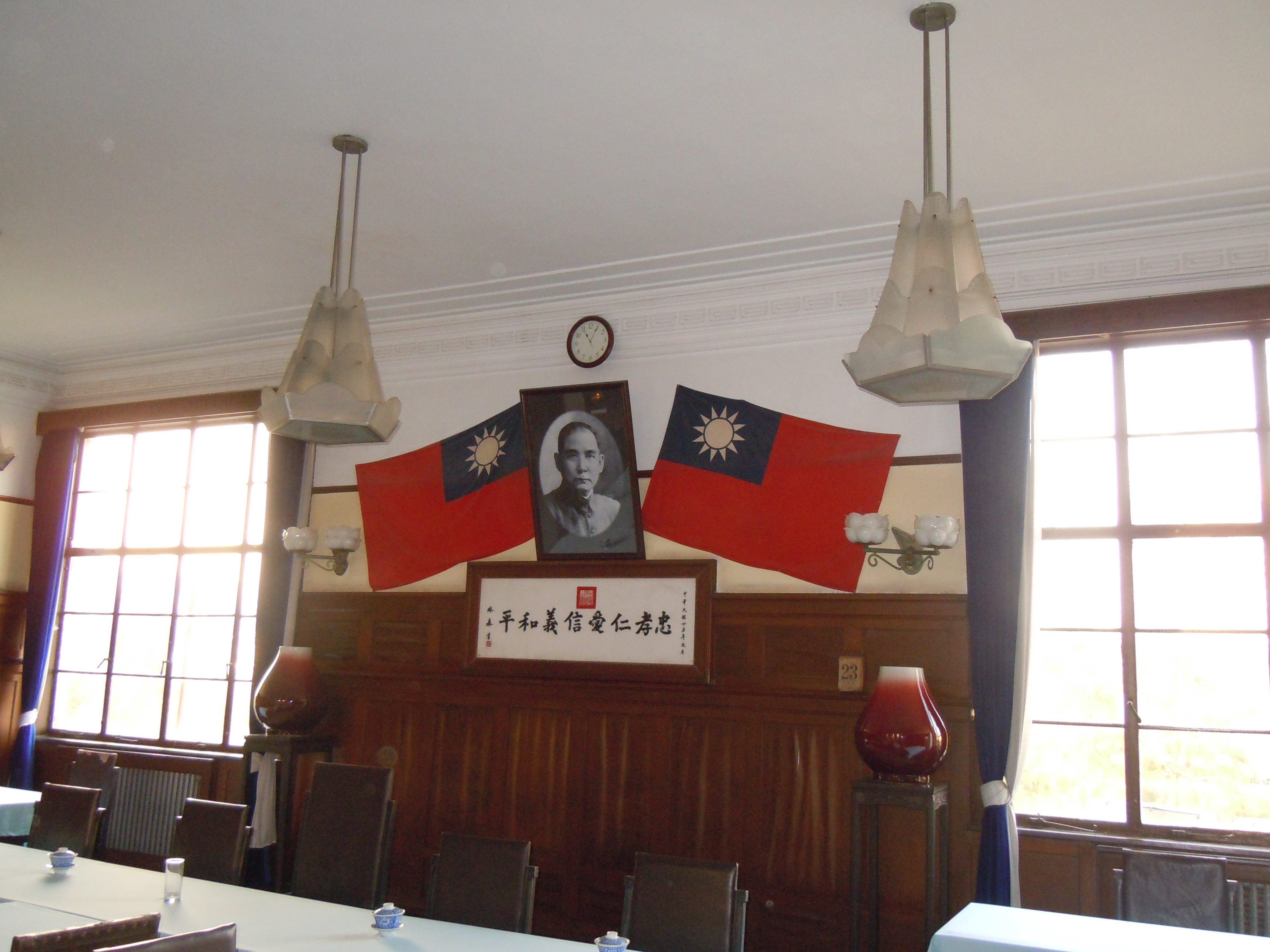
Sala de Conferencias e Reuniões
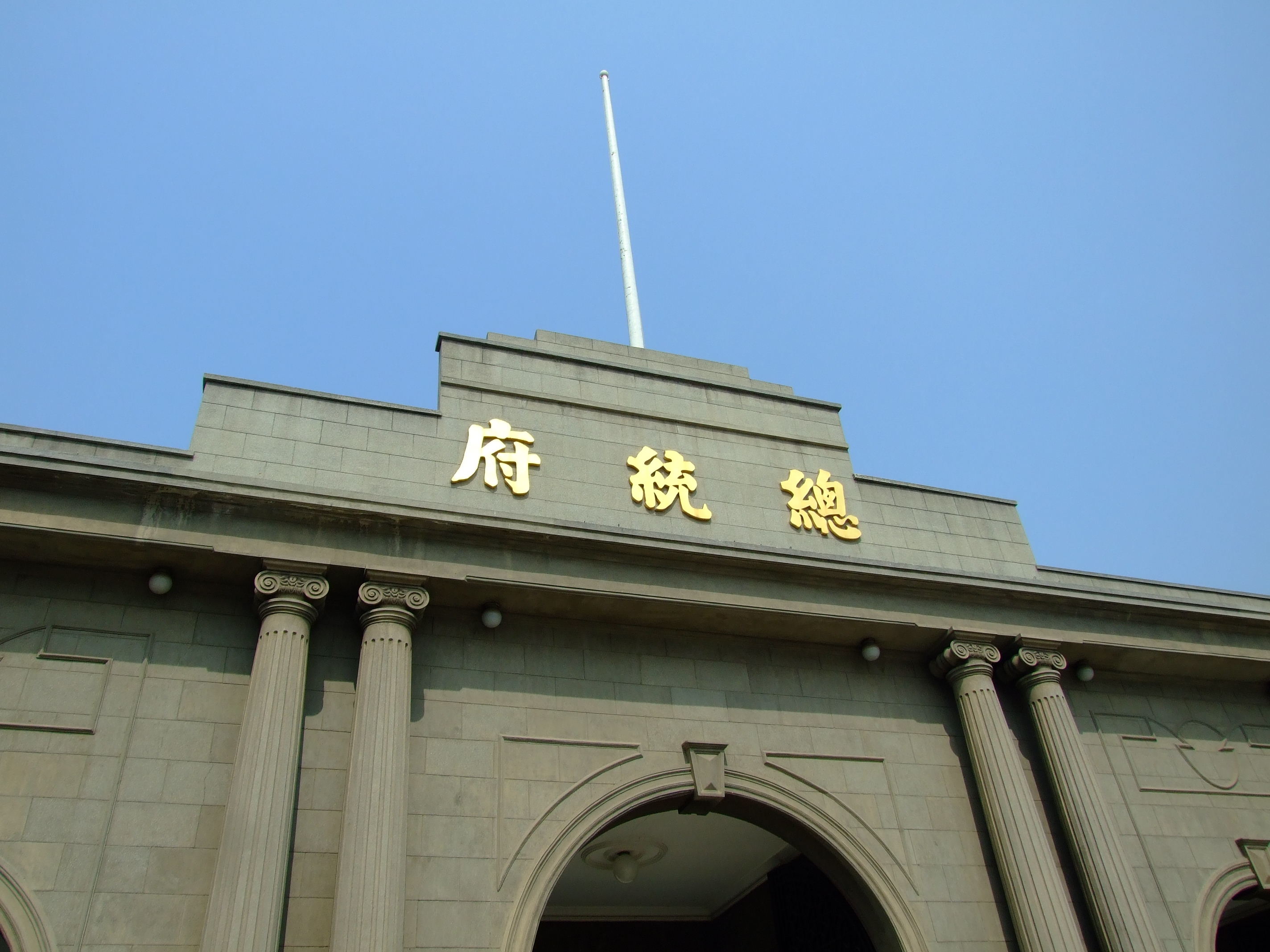
Entrada do Palácio (O Mastro sem bandeira era ocupado anteriormente pela Bandeira de Taiwan, até sua retirada em 1949)
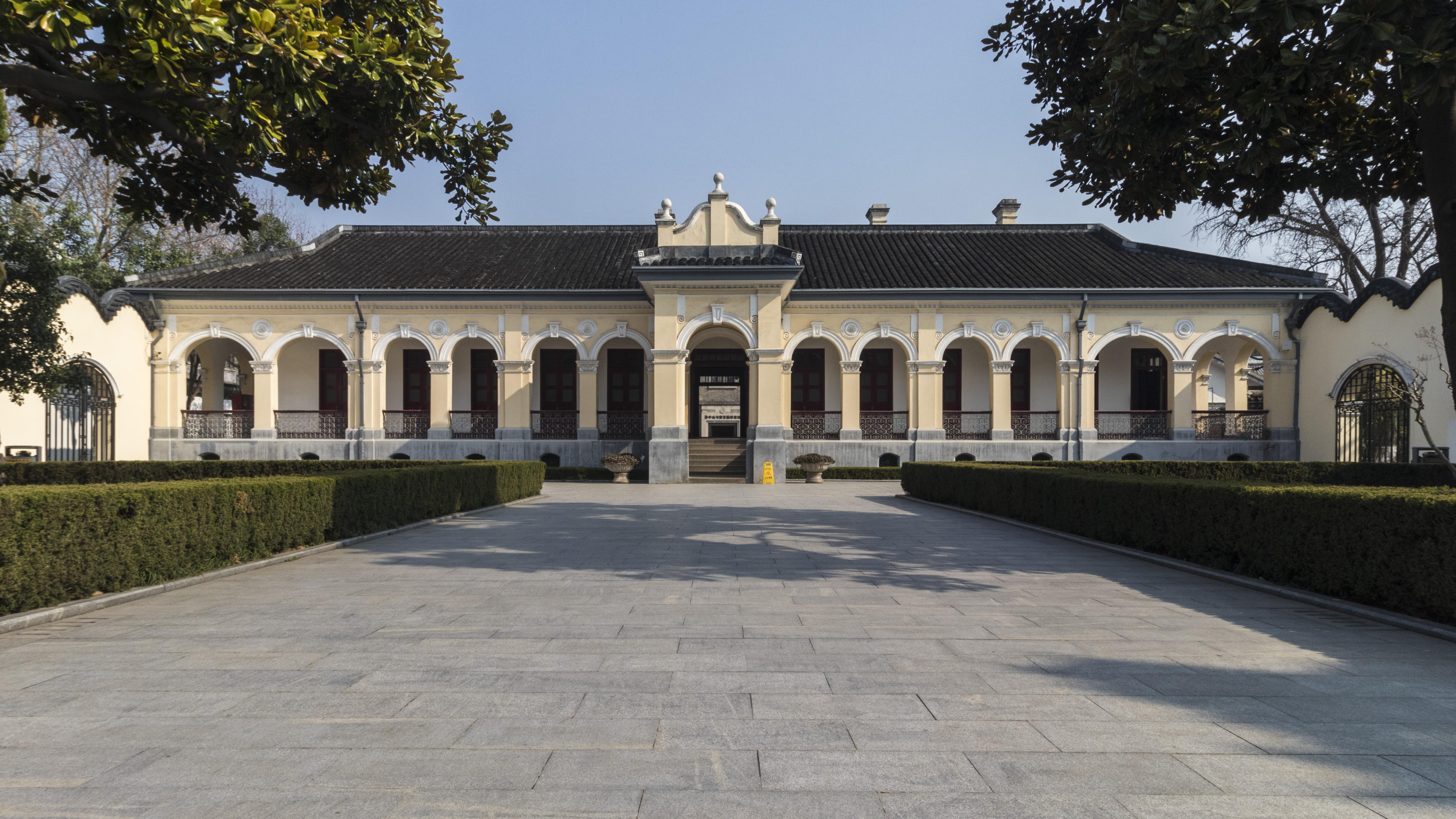
Residência do Presidente Provisório (Usado em 1912 durante o Governo Provisório)
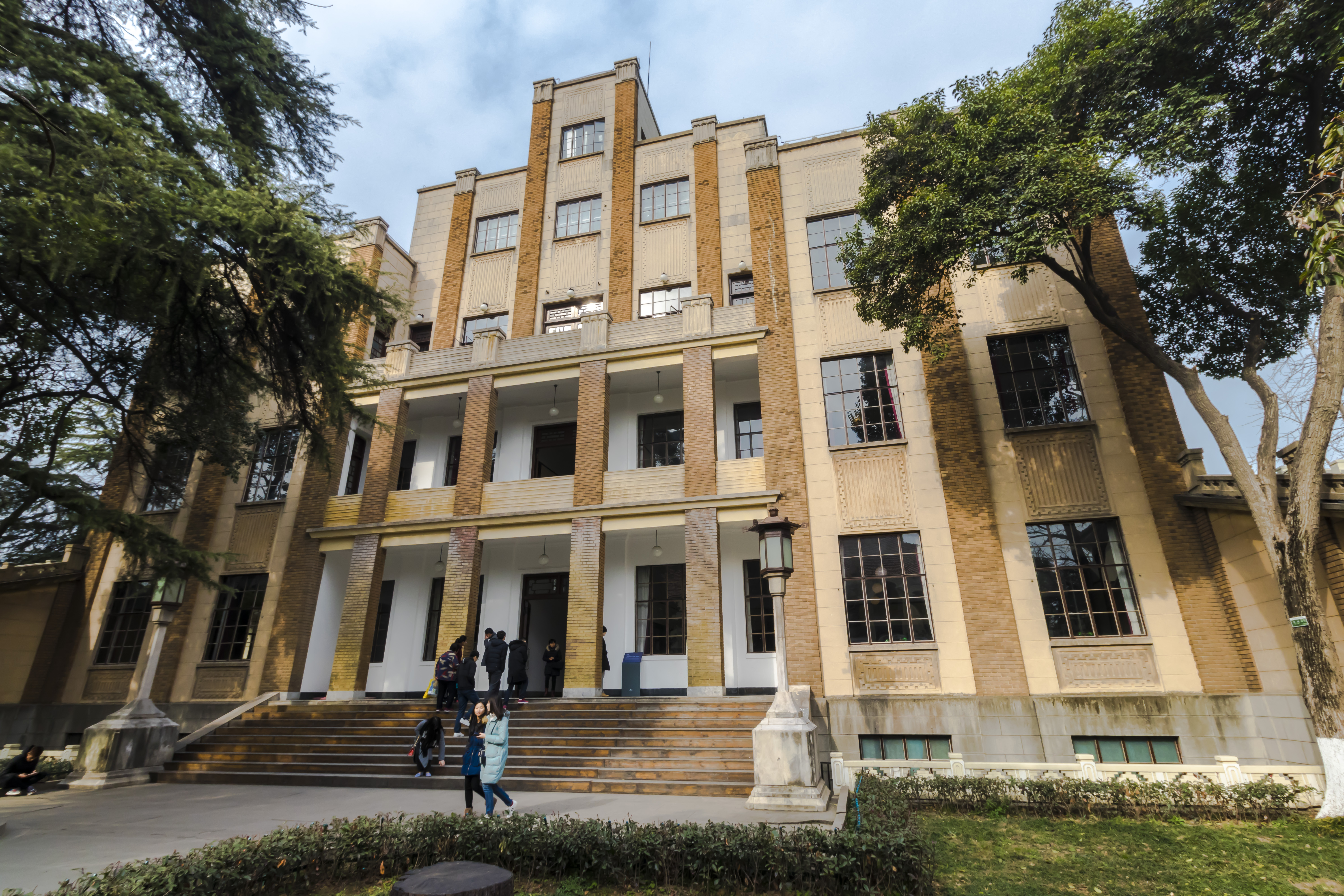
Edifício Presidencial

## Links Externos
- China Modern History Museum
- Presidential Palace, from Nanjing city government